# Dusona spinulosa
Dusona spinulosa är en stekelart som först beskrevs av Carl Gustav Alexander Brischke 1880.  Dusona spinulosa ingår i släktet Dusona och familjen brokparasitsteklar. Inga underarter finns listade i Catalogue of Life.